# Vlag van Sijbrandaburen

Vlag van Sijbrandaburen

De vlag van Sijbrandaburen is het dorpsvlag van het Nederlandse dorp Sijbrandaburen, in de Friese gemeente Súdwest-Fryslân. Bij gemeenteraadsbesluit van 8 december 1985 zijn een wapen en een vlag vastgesteld voor de 18 dorpen van de voormalige gemeente Boarnsterhim. De vlag werd in 1986 geregistreerd.

## Beschrijving
De beschrijving van de vlag is als volgt:
Twee lengtebanen van wit en rood, verhouding lengten 2:1; in de witte baan een groen klaverblad.
De kleuren zijn afkomstig van het dorpswapen.

## Symboliek
- Klaver: verwijst naar het agrarische karakter van het dorp.[2]

Kleurstelling: komt overeen met het wapen van Rauwerderhem, de gemeente waar het dorp eertijds tot behoorde.